# Mortdale, New South Wales
Mortdale este o suburbie în Sydney, Australia.